# Johannes Beusler

Eigenhändiger Besitzvermerk von Johann Beusler

Johannes Beusler oder auch (teilweise verlesen) Beusser, Gessler, Peussler (* um 1498 in Orb, Pfandbesitz der Grafschaft Hanau-Münzenberg; † 1581 auf dem Johannisberg bei Geisenheim, Kurmainz) war ein deutscher Jurist, der als Advokat am Reichskammergericht, fürstbischöflich Speyrer Kanzler, Kurmainzer Landschreiber und Hofgerichts-Assessor sowie Professor für Geschichte wirkte. Er war ein Büchersammler und Mäzen. Obwohl er im Dienst zweier altgläubiger Bischöfe stand, sympathisierte Beusler mit der reformatorischen Bewegung und förderte großzügig eine protestantische Schule in Kreuznach.

## Leben
Johann Beusler stammte aus der Familie der Beusler zu Orb und wurde außerehelich geboren (extra matrimonium natus).
Ein „Ioh. Bußeler de Hurba“ immatrikulierte sich im Wintersemester 1457 in Leipzig. „Bechtoldus Buszler“ und „Gela Hainmatten de Orba“ erwirkten 1465 einen Ehedispens bei Blutsverwandtschaft. Marten Beußler („Martinus Peußler de Urba“) immatrikulierte sich im Sommersemester 1508 in Leipzig und wird zwischen 1526 und 1562 als Oberschultheiß von Orb erwähnt.
Die Stadt Orb war von 1428 bis 1566 im Pfandbesitz der seit 1523 protestantischen Grafschaft Hanau-Münzenberg. Der Mainzer Kurfürst Erzbischof Daniel Brendel von Homburg löste Orb aus der Hanauer Pfandschaft, nach der Abtretung an Kurmainz setzte ab etwa 1588 eine Rekatholisierung ein. Der Brunnenmeister, frühere Ratsherr (1596, 1609) und Kirchenbaumeister Lorenz Beußler wurde 1609 als Protestant aus der Stadt verwiesen.

### Studium
Ein „Joannes Gessler de Horb“, vermutlich identisch mit Johannes Beusler aus Orb, immatrikulierte sich am 19. Oktober 1514 in Tübingen.
1519 nahm er als Zuhörer an der Leipziger Disputation teil; Martin Luthers gedruckte Erläuterungen zu den in Leipzig disputierten Thesen (Resolutiones Lutherianae super propositionibus suis Lipsiae disputatis) befanden sich in seinem Besitz: „Huic disputationi ego Ioannes Beusler interfui (= Bei dieser Disputation war ich, Johannes Beusler, dabei“). 1521 hörte er in Leipzig eine Vorlesung über das μωρίας ἐγκώμιον (Lob der Torheit) des Erasmus von Rotterdam, vermutlich bei Christoph Hegendorf, der ein Korrespondenzpartner des Erasmus war und 1521 als Jurastudent in Leipzig Vorlesungen an der Artistenfakultät der Universität Leipzig hielt. Beusler besaß sechs seiner Werke (Disserendi demonstrandive ars ita iuricivili adcommodata, Dialectica legalis, Integrae dialectices institutiones, Epitome tyrocinii juris civilis, In sex titulos Pandectarum Iuris civilis und Rhetorica Legalis).
Möglicherweise hat Beusler auch in Wittenberg und Siena studiert, da sich unter seinen Büchern die Academiae Witenbergensis leges (Statuten der Wittenberger Akademie), viele Wittenberger Veröffentlichungen und die Leges Academiae senenensis (Statuten der sienesischen Akademie) befanden.

### Magister und Dozent in Mainz
Johannes Beußler wohnte in den 1520er Jahren in Mainz bei seiner Cousine Amalia Trach († 1545), einer Tochter des isenburgischen Sekretärs Endres Trach (Andreas Drach) und der Vera Beusler von Orb († 1510). Vera „Beuslerin zu Orba“ war eine Halbschwester seines Vaters oder seiner Mutter. Beußler unterstützte Amalias erblindeten Mann Professor Eucharius von Hain genannt Schlaun († 1529/30) bei Lesen und Schreiben. Als Schlaun seiner Witwe den größten Teil seinen Vermögens vermachte, sorgte Beusler für einen Vergleich mit deren Schwiegermutter in Franken, einer geborenen Heußlein von Eußenheim.
1533 waren Nikolas Rab, Lizentiat der päpstlichen Rechte und Stiftsherr zu St. Johannes, und „Johann Peussler“ Regenten der Mainzer Burse „Zum Algesheimer“. Magister Kaspar Khun und Johann Königstein, Schreiber des weltlichen Gerichts zu Mainz, verkauften ihnen als Kuratoren Herman Erckels des Jungen, vor Herrn Johann Dietherich von Fritzlar, einem weltlichen Richter zu Mainz, für 4 Gulden eine vererbliche Ablösungsgült, fällig auf Johanni aus allen Einkünften der Stiftspräsenz von St. Peter vor den Mauern (laut einer Verschreibung am 25. Juni 1528 über 8 Gulden für die Gebrüder Johann und Herman Erckel, ausgestellt durch Dekan Jost Selbach († 1558), der Rechte Lizentiat) um 100 Gulden. Eben dieser Jost (Jodocus) Selbach, der Dekan des Kollegiatsstifts St. Peter, Rektor der Universität zu Mainz, bescheinigte 1537, dass der Trierer Domkanoniker Ludwig Specht von Bubenheim († nach 1563) nach dem Zeugnis der Magister Johann Plotin von Rüdesheim, Johann Bußler von Orb (Buszlers Urbani legium baccalaureorum) und Dietrich Flachsweiler vom 30. August 1535 an zwei Jahre studiert habe.
Der Baccalarius der Rechte Beusler erwarb zwischen 1535 und 1539 den akademischen Grade eines Magisters, zwischen 1545 und 1550 den Grad eines Doktors der Künste und des Kirchenrechtes und bezeichnete sich selbst schließlich als „Ioannes Beuslerus, S. ll. D.“ bzw. als „Artium & S. LL. Doctor“.
Ein Johann Beusler „von Ingelheim“ heiratete 1531 Dorothea Brömserin von Rüdesheim, Tochter des Henrich Brömser von Rüdesheim, kurmainzischer Vizedom im Rheingau zur Zeit des Bauernkrieges (1521–1532). 1538 war Johannes Beusler in Mainz (in zweiter Ehe?) verheiratet mit Barbara Nußbaum († nach 1548) aus Bingen bzw. Rüdesheim, die in erster Ehe mit dem Zöllner Johann Westhausen († um 1534/38), Inhaber der nassauischen Zolldienerstelle zu Mainz, verheiratet gewesen war. 1539 bis 1545 wird Beusler als Magister (Meister), 1541 in der Mainzer Steuerliste erwähnt. Am 2. März 1543 erhielt Magister Johannes Beusler für die historische Vorlesung (Historicae lectionis) von Rektor Peter Adel (* vor 1537; † nach 1561) statt der im Einkommensverzeichnis angesetzten 10 lediglich 5 Gulden für das Wintersemester 1542/43. Wegen Zahlung von 234 überschüssigen Gulden nach den Zollrechnungen des verstorbenen ersten Ehemanns der Klägerin, des nassauischen Zöllners Johann Westhausen, Ersatz aller Schäden und Kosten führte Meister Johann Beusler, für seine Frau Barbara, Mainz, einen Prozess gegen Philipp II. Graf von Nassau-Wiesbaden zu Idstein, der am 8. Januar 1545 in Wiesbaden mit einem Vergleich abgeschlossen wurde.
Die jüngeren Söhne Reinhard und Bernhard (1533–1554) des Grafen Reinhard zu Solms, die mit ihrem Präzeptor Caspar Fichard (1523–1569) bis 1543 die Hohe Schule in Mainz besuchten, waren Tischgänger bei Meister Johann Beußler.
In einer streitigen Auseinandersetzung um die Erbschaft des kurpfälzischen Kanzleischreibers und Rechenmeisters Franz Heiles wurde am 30. Januar 1539 im Mainzer Domkapitel ein Schreiben des Amtmanns zu Bingen mit eingeschlossener Antwort des Erasmus Hauenhu(e)t, Stadtschreiber in Bingen, dem Ehemann seiner verstorbenen Schwiegermutter Katharina Nußbaum († um 1542), gegen Magister Joh. Beusler verlesen.

### Kurmainzer Landschreiber im Rheingau
Ab etwa 1544 bis 1548/49 war „Johann Beuseler“ Kurmainzer Landschreiber in Eltville im Rheingau.

### Reichskammergerichts-Advokat und Kanzler in Speyer
Am 14. April 1550 wurde „Joannes  Beusseler D.“ zum Reichskammergerichts-Advokaten bestellt, Im Zweiten Markgräflerkrieg gehörte „Doctor Beuseler“ zu den zwölf Honoratioren, die im Sommer 1552 im Feldlager von Schifferstadt bei Speyer die Mainzer Stadtschlüssel an Markgraf Albrecht II. Alcibiades von Brandenburg-Kulmbach übergaben (kapitulierten) und dem französischen König Heinrich II. von Frankreich, in dessen Dienst Albrecht stand, den Treueid leisteten.
Auf einem Tag des Wetterauer Grafenvereins am 12. April 1553 in Butzbach wurde beschlossen, gegebenenfalls Johann Beuseler zu Mainz durch den Hauptmann (Vorsitzenden der Vereinigung) Graf Philipp III. von Hanau-Münzenberg anfragen zu lassen, die Grafen gegen Besoldung bei einer am 1. Mai 1554 geplanten Visitation des Reichskammergerichts zu vertreten, falls der Gräflich Königsteiner Rat Hieronimus von Glauburg (1510–1574) in Frankfurt am Main und der kurmainzische Rat Jacob Reuter in Mainz den Auftrag ablehnen sollten. Letztlich fiel die Wahl auf Reuter, der aber nicht zugelassen wurde, weil er nicht als (vereidigter und verpflichteter) Wetterauer Rat, sondern als Unabhängiger („erbetener seiner selbst“) abgeordnet worden war.
Von Jacobi (25. Juli) 1553 bis Ende September 1556 amtierte Beußler als bischöflicher Kanzler in Speyer und wirkte als solcher mit bei der Weihe von Rudolf von und zu Frankenstein zum Bischof von Speyer. Am Augsburger Reichstag 1555 nahmen als Gesandte für Bischof Rudolf von Speyer aber nicht Kanzler Beußler, sondern Lucas Landtstraß und Licentiat Wendel Berg teil.

### Hofgerichtsassessor, Professor und Rektor in Mainz
Erzbischof Daniel Brendel von Homburg (reg. 1555–1582) kannte Beusler aus Speyer und nahm ihn in seinen Dienst. Erzbischof Daniel gründete 1561 das Kolleg der Jesuiten in Mainz, das bereits 1568 mit mehreren hundert Mitgliedern als Teil der Universität offiziell anerkannt wurde. Brendel geriet dennoch in den „Verdacht des heimlichen Protestantisierens“, weil sein protestantischer Vetter und Schwager Hartmut (XIII.) XV. von Cronberg (1517–1591 oder 1555–1609), verheiratet mit Magdalena Brendel von Homburg (* 1561; † vor 1600), als Mainzer Hofmeister offenbar zeitlebens protestantisch blieb.
1560, 1561, 1575, 1576 wird Beusler urkundlich als kurmainzischer Hofgerichtsassessor (IudicijCuriae Assessor) erwähnt. Mehrfach begegnet er als Magister (Meister) der Alten Universität Mainz, 1579 als Professor für Geschichte. Im Sommer 1573 amtierte er in der Nachfolge des zurückgetretenen Theologen Stefan Weber (1572–1622) als Rektor der Mainzer Universität.
1568 besaß Johann Beußler einen Teil des Hauses gegenüber vom „haus zum Affenn (Nr. 1401)“ (heute: Schusterstraße 45),
1570 ein Haus in der Mainzer Quintinsgasse.
Bei Vergleichsverhandlungen in einem Streit zwischen der Universität zu Mainz und dem Stift Liebfrauenberg zu Frankfurt am Main um eine Präbende sagte Johan Beussler, Dr. jur., 1573 im Anschluss an sein Rektorat als einer der Vertreter der Universität aus.
Johannes Vetter aus Frankfurt am Main widmete „Clarissimo viro Domino Johanni Pevsleri, Sacrarum legum Doctori, et reverendissimi domini Danielis, Archieposcopi Moguntinensis … Curia seu Discasterio Consiliario & Assessori, summo bonarum literarum, & literatorum Mecoenati“ 1572 eine Veröffentlichung des italienischen Juristen Aimone Cravetta (1504–1569) aus Savigliano. 1576 gaben Johann Beusler und Sigmund Feyerabend für Johannes Vetter einen Kommentar von Gui de la Pape mit Ergänzungen von Jean Thierry zum Codex Iustinianus heraus.

### Kaiserlicher Kommissar
Beusler war in Sachen Isenburg ./. Landgrafschaft Hessen betreffend Störung im Besitz des Dorfes Geinsheim am Rhein als kaiserlicher Kommissar tätig. Im April 1560 vereidigte eine Kommission im Mainzer Rathaus unter seiner Leitung einen Maler, der 1561 eine Karte anfertigte, und hörte Zeugen. Zur Klärung der Sachlage fanden im September / Oktober eine weitere Tagung in Frankfurt am Main und am 14. November 1560 ein Termin in Büdingen statt. Von Dr. Johann Beußler, Beisitzer am Kurfürstlichen Hofgericht zu Mainz, wurde 1561 zu dieser Kommission ein Aktenband mit Abschriften von Protokollen und Zeugenbefragung formiert.

### Stiftung seiner Bibliothek an das Reformierte Gymnasium Kreuznach
Bereits zu Lebzeiten (zwischen 1566 und 1571/72) schenkte Johannes Beusler seine umfangreiche Sammlung von 1925 Büchern, „aus den durch meine Erwerbstätigkeit erworbenen Einkünften“ (quos pecunia meis laboribus aquisita), dem 1567 von Kurfürst Friedrich III. von der Pfalz (1515–1576) und Markgraf Philipp II. von Baden gegründeten Reformierten Gymnasium Kreuznach. Der Lehrer am Reformierten Gymnasium Kreuznach Thomas Poppel († 1583/84) aus Beilngries würdigte Beuslers Verdienste 1575 in einer den fürstlichen Stiftern der Schule und dem Kreuznacher Stadtrat gewidmeten Veröffentlichung.
Kaspar Stemper, der die Schule selbst bis etwa 1571/72 besucht hatte, bedankte sich in einem 1577 veröffentlichten Gedicht für seine Kreuznacher Schola:

Auszug aus Stauronesus Vangionum illustrata

„An uns kamen auch großzügige Geschenke für die Camenen (Musen),
und reichlich ewig zu lobende Spenden ruhmreicher Männer,
äußert liebliche Gaben für jede einzelne der pierischen Musen,
besonders neulich durch die Spende eines Doktors; die Schule
empfing einen gewaltigen Schatz an Büchern. Zu dieser (Spende)
ist als Zugang zum Ganzem ein Buch (= Katalog) beigegeben. Und ein dreifacher Bereich
von Gelehrten wird in diesem Geschenk ausführlich behandelt:
Da sind die Kommentare der heiligen Angelegenheiten,
sind auch komplizierte Bände über unterschiedliche Rechtsgebiete,
da sind die herausragenden Geheimnisse des ärztlichen Phoebus.
Was immer Aristoteles, was immer die Dichter schreiben,
kannst du hier erblicken, Einfälle zugleich der Alten wie der Zeitgenossen.
Den Urheber des Geschenks nennen Büchlein auf dem Titelblatt: (Randspalte: Joh. Beusl[er], Dr. phil. & iur. can.)
Bücher aus deiner Spende, die dich, Beußler, nennen,
sind dabei: Die Jugend wird dir ewig Dank sagen,
gefördert durch diese Reichtümer, in Hunderten von Menschenaltern Lobpreisungen.“

Beusler besaß auch Erdgloben, einen Himmelsglobus (Globus coelestis), drei Astrolabien, elf weitere astronomische Instrumente und zwei Cylindri.

#### Verbleib
Der von Beusler 1566 selbst erstellte Katalog gelangte – nachdem die Kurpfalz im Dreißigjährigen Krieg im August 1622 von Truppen der Katholischen Liga unter Johann T’Serclaes von Tilly erobert worden war – mit der Bibliotheca Palatina 1623 aus Heidelberg nach Rom in die Hände von Papst Gregor XV.
1601 ist die kostbare Sponheimer Klosterbibliothek, die 1504 im Landshuter Erbfolgekrieg nach Kreuznach in Sicherheit gebracht worden war, wohl von dort in die kurfürstliche Bibliothek nach Heidelberg überführt worden. Unter diesen Büchern (die später nach Rom gelangten) waren außer ihrem Katalog wahrscheinlich auch wertvolle Exemplare aus der Bibliotheca Beusleri. Der Zustand dieser Bibliothek wurde nach dem Abtransport folgendermaßen beschrieben:

“Libri, ante aliquot annos publicis & sacrosanctis usibus dulcissimae suae parcae & piae institutioni eiusdem pueriliae et informeis”

„Die Bücher desselben sind, nachdem die herrlichsten von ihnen vor einigen Jahren in einer notleidenden und frommen Einrichtung in öffentlichem und verehrungswürdigem Gebrauch waren, kindlich zerlesen und unansehnlich.“

Von anderer Hand wurde hinzugefügt: „N[ot]a: Dise Bücher seint ganz Ab khom̅en vnd vielrichend.“

#### Inhalt des Katalogs
In Beuslers Katalog werden Werke der artistischen Fakultät vorangestellt (1. Abschnitt: Libri Philosophiae à formis initiis ad suprema, aus dem Trivium Grammatik und Philologie, Dialektik). Einem Einschub von anderer Hand (juristische Kompendien) folgen Bücher zu Rhetorik (auch zum Trivium gehörend), darauf aus dem Quadrivium Arithmetik, Musik, Astronomie, Geographie, Chroniken, Historie, Physik, Seelenkunde (De Anima), Ethik, Ökonomie, Politik, Poesie, Medizin und Übergreifendes (Mixta Doctorum opera). Es folgt ein 2. Abschnitt über Literatur zu beiden Rechten (Annotatio Librorum in utroque iure): juristische Kommentare und Einzeluntersuchungen (Repertorien, Entscheidungssammlungen, Disputationen, Consilia u. a., Extravagantia), einzelne Autoren (mehrere Werke u. a. von Johannes Andreae Novella, Alessandro Tartagni († 1477) Johannes Oldendorp, Ulrich Zasius, Andreas Alciatus, Niccolò Belloni († 1552), Viglius Zuichemus, Bartholomaeus Caepolla (1420–1477), Joachim Hopper, Friedrich Schenck von Tautenburg, Francesco Giovanetti Zoanetti (1510–1586), Franciscus Hotomanus, Franciscus Duarenus, Hugo Donellus, Melchior Kling, Christoph Hegendorf), Auslegungen der Institutionen (Zivilrecht).

#### Protestantische Gesinnung
Die Auswahl der theologischen Werke (3. Abschnitt: Sacra Theologia) zeigt protestantische Ausbildung und Gesinnung; die Bücher sind in diesem Abschnitt aufgegliedert in Bibelausgaben, dann die Werke (opera) von Aurelius Augustin, Johannes Tauler, Lactantius Firmianus, Martin Luther (darunter seine Deutschen Werke in 12 Bd., Wittenberg), Huldrych Zwingli, Philipp Melanchthon, Urbanus Rhegius, Johannes Calvin, Erasmus von Rotterdam, Erasmus Sarcerius, Heinrich Bullinger, Wolfgang Musculus, Lucas Lossius, Peter Martyr, Andreas Musculus, Rudolf Gwalther, Ludwig Lavater, Matthias Flacius Illyricus, Vitus Theodorus Noricus, Martin Bucer, Johannes Brenz, Johannes Spangenberg, Cyriacus Spangenberg, Andreas Hyperius, Sebastian Castellio, David Chyträus, Nicolaus Hemming, Augustin Marlorat, Johannes Rivius, Confessio des Herzogs Christoph von Württemberg, Johannes Bugenhagen (Pomeranus), Johannes Hus und Hieronymus von Prag, Ulrich von Hutten, Publikationen von Tilemann Hesshus mit seinem Schwager Werner van Bert († nach 1588). Die hier versammelten vorreformatorischen, lutherischen und „sorgfältig durchgelesenen“ reformierten Autoren standen fast alle seit 1559 auf dem Index Librorum Prohibitorum der von der römisch-katholischen Kirche verbotenen Bücher.
Darauf folgen Abschnitte über Katechismen, „Bücher für mein hausgesindt“, Verteidiger der päpstlichen Auffassung in der Sakramentsfrage, Verteidiger der Auffassung D. Mart. Luthers in der Sakramentsfrage, Verteidiger und Erklärer der Auffassung Zwinglis, Oecolampads, Vadians, Calvins und anderer in der Sakramentsfrage, Schriften, Akten, Anträge und auch Lehrgespräche für die Einigkeit und Reformation der Kirche, Das Augsburger Interim, Erklärung zum Ketzer „durch den römischen Pontifex, nicht durch die wahren Christen“ (darunter auch ein Exemplar des „Index“), Märtyrer(geschichte), Das Konzil von Trient, Der Französische Krieg, Calvins Streit mit (François) Baudouin, Die (antitrinitarischen) Unruhen in Polen, Päpstliches (Papistica), Die neue Religion und das Bestreben der Jesuiten, Porträts bedeutender und berühmter Männer (sämtlich Protestanten), Kirchengeschichte, Gebete (Orationes), Tod (Mors), „Teuffell“.
Antikatholische Formulierungen finden sich zum Beispiel bei den Eintragungen Aegidij Topiari „papista“ (unter „Bücher für mein hausgesindt - Postillae“) oder Rituum Ecclesticorum sive Sacrarum Ceremoniarium S. S. Romanae Ecclesiae libri tres nunquam in Germania impressi „begreifft des Babstes Affenwerck und Gauckelspiel“. Beusler besaß auch die protestantische Sicht der Magdeburger Centurien auf die Kirchengeschichte.

### Eisenbergischer Vormund
Der Mainzer Rat Johann Thomas Isenberger (1532–1575), Doktor der Rechte, Johann Beußler, Doktor der Rechte, kurfürstlicher Hofgerichtsassessor zu Mainz, und Eberhard Wolff von Todenwarth (1515–1585), gräflich hennebergischer Rat, Amtmann und Landrichter zu Schleusingen, waren ab 1564 und laut Prozeßvollmacht von 1575 gemeinschaftliche Vormünder der Geschwister Ludwig, Philipp d. J. (1548–1607), Elisabeth (1534–1599) und Barbara Eisenberger (1536–1605) zu Ortenberg, Kinder des ganerbschaftlichen Amtmanns Philipp Eisenberg d. Ä. (1499–1563) zu Ortenberg und Beuslers Cousine Amalia Trach (⚭ II. 1530).
Johannes Beusler starb 1581 im Alter von 83 Jahren und wurde von den Eisenbergern beerbt; sein früheres Mündel Philipp Eisenberger der Jüngere bewohnte 1594 Beuslers ehemaliges Eckhaus Eyseberg in der Schusterstraße 45.

### Varia
Das Buch Herbarius Brunfelsij mit einem Besitzeintrag von „Ioan. Beusler Artiu[m] & S. LL. Doctor“ auf dem Titelblatt gelangte in die Sammlung Arthur & Charlotte Vershbow und wurde 2017 für 40.000 $ zum Kauf angeboten.

## Wappen

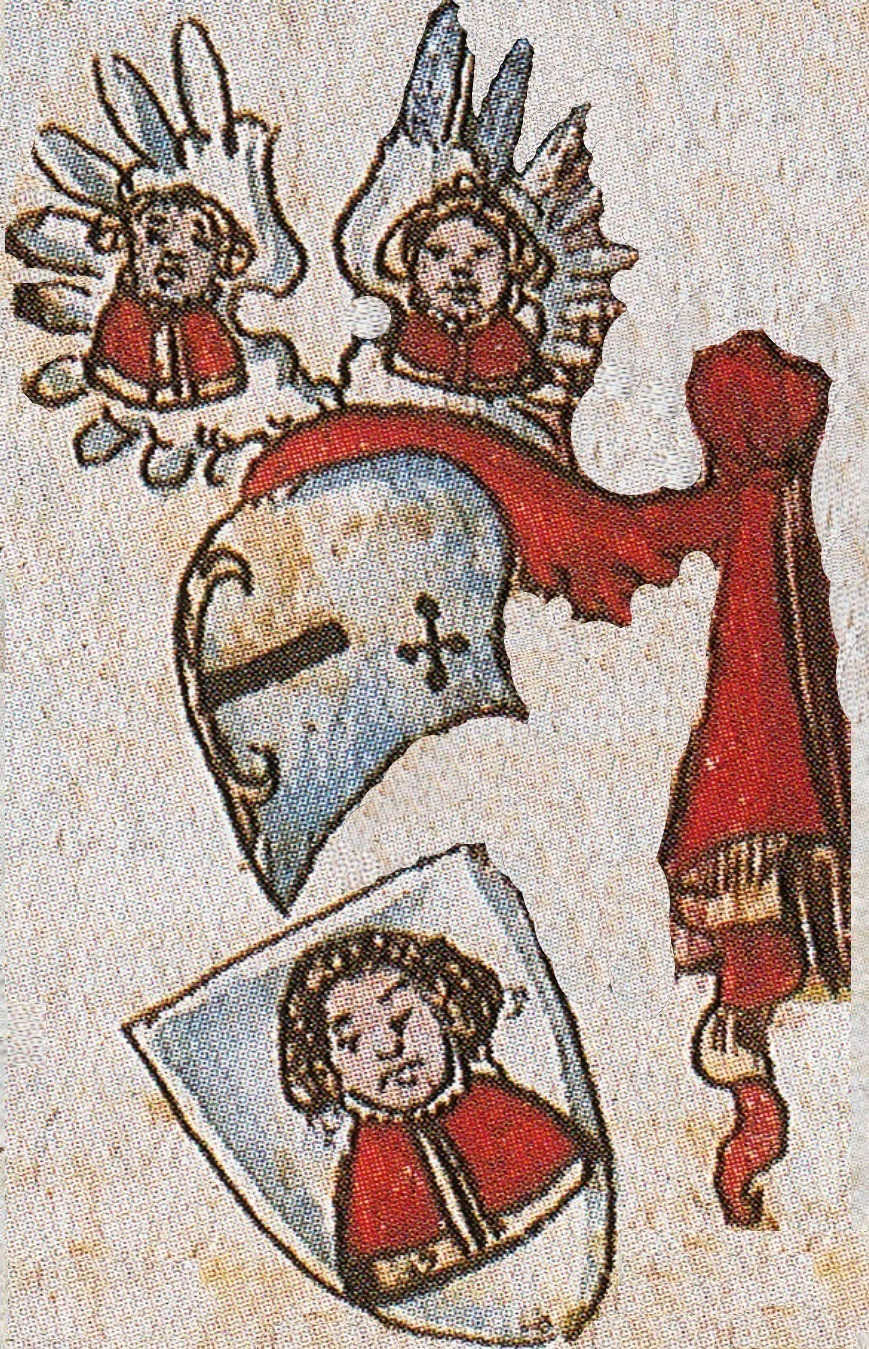
Wappen der Beusler zu Orb

In Silber ein naturfarbener Frauenkopf (Schulterfigur) mit rotem Kragen.

## Werke
- (Handschrift) Index librorum [von anderer Hand ergänzt: Beusleri]. Catalogus sive Index omnium meorum Ioannis Beusleri, Artium & Sacrarum LL. Doctoris, librorum, quos pecunia, meis laboribus aquisita, comparavi, tam in Philosophia, utroque Iure, quam sacra Theologia. Conscriptus Anno 1566. In Septembri, 1566; Sammelhandschrift Vatikanische Apostolische Bibliothek (Pal. lat. 1925, Blätter 1–45) (Katalog der Bibliothek des Mainzer Professors Johannes Beusler; ub.uni-heidelberg.de der Universitätsbibliothek Heidelberg.)
- Johann Beusler, Sigmund Feyerabend: (Widmungsbrief) Clarissimis viris … Philippo Wolffio a Rosenbach, et Iohanni a Born … Danieli, Archiepiscopo Moguntino, … Consilijs (Epistola dedicatoria). In: Johannes Vetter (Hrsg.): Lectura subtilis et aurea Domini Guidonis Papae, … super IIII. & VI. libros. C[odicis Dn. Iustiniani]. Cum additionibus … Iohannis Thierrij Lingonensis. Georg Corvin / Sigmund Feyerabend, Frankfurt am Main 1576 (Google-Books)